# 热内维尔
热内维尔（法語：Generville，法語發音：[ʒənɛʁvil] ⓘ）是法国奥德省的一个市镇，属于卡尔卡松区。

## 地理
热内维尔（43°12'45"N, 1°55'56"E）面积10.21 平方千米，位于法国奧克西塔尼大區奥德省，该省份为法国南部沿海省份，北起塔恩省，西北接上加龙省，西接阿列日省，南至东比利牛斯省，东临地中海，东北与埃罗省接壤。
与热内维尔接壤的市镇（或旧市镇、城区）包括：拉卡赛涅、卡扎尔勒努、丰泰尔迪拉泽、加雅拉塞尔沃、洛拉克、圣阿芒。
热内维尔的时区为UTC+01:00、UTC+02:00（夏令时）。

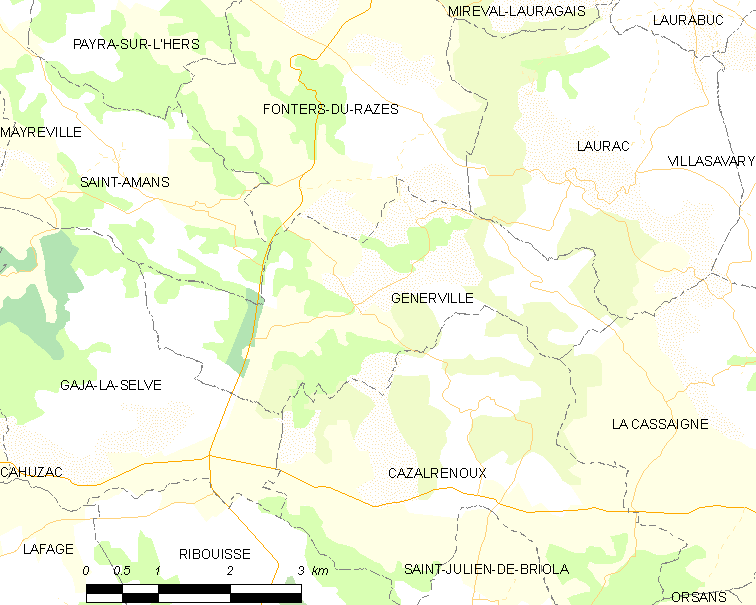
热内维尔的OSM定位图

## 行政
热内维尔的邮政编码为11270，INSEE市镇编码为11162。

## 政治
热内维尔所属的省级选区为拉皮耶日欧拉泽斯县。

## 人口

1962-2008年间热内维尔人口变化图示

热内维尔于2022年1月1日时的人口数量为51人。